# Яким Алулов
Яким Алулов — македонський революціонер, учасник македонського революційного руху, член і лідер Македонської революційної організації.

## Життєпис
Він народився у Вевчанах, тодішній Османській імперії . У 1901 вступив до Македонської революційної організації. З 1903 року Яким Алулов був крайовим воєводою. Під час Ілінденського повстання Яким Алулов очолив роту Струги Дрімкола. Помер у грудні 1903 року у Вишні.